# 山崎 (さいたま市)
山崎（やまざき）は、埼玉県さいたま市緑区の町名。現行行政地名は山崎一丁目のみ。住居表示実施地区。郵便番号は336-0903。

## 地理
さいたま市緑区西部の大宮台地（浦和大宮支台）上に位置する。山崎地区の埼玉県道1号さいたま川口線（第二産業道路）より西側が、住居表示によって一丁目のみ存在している。主に住宅地となっている。山崎市民の窓口や山崎自治会館は第二産業道路東側の大字三室内にある。

### 河川
- 見沼代用水西縁

## 歴史
かつては三室村山崎組であった。町村制施行により三室村となり、その後浦和市に合併し浦和市の大字三室となった。
- 1982年（昭和57年）8月1日 - 大字三室および下木崎の一部から山崎一丁目が成立[5]。
- 2001年（平成13年）5月1日 - 浦和市が与野市、大宮市と合併しさいたま市となり、さいたま市の町名となる。
- 2003年（平成15年）4月1日 - さいたま市が政令指定都市に移行し、さいたま市緑区の町名となる。

## 世帯数と人口
2017年（平成29年）9月1日現在の世帯数と人口は以下の通りである。
| 丁目       | 世帯数  | 人口    |
| ---------- | ------- | ------- |
| 山崎一丁目 | 556世帯 | 1,134人 |

## 小・中学校の学区
市立小・中学校に通う場合、学区（校区）は以下の通りとなる。
| 番地 | 小学校                 | 中学校                 |
| ---- | ---------------------- | ---------------------- |
| 全域 | さいたま市立大東小学校 | さいたま市立木崎中学校 |

## 交通

### 道路
- 埼玉県道1号さいたま川口線（第二産業道路）
- 埼玉県道65号さいたま幸手線

## 寺社･史跡
- 宝蔵寺
- 西山稲荷神社
- 山崎の大ケヤキ（第二産業道路の中央分離帯真ん中に残されている高さ30 mのケヤキ。市指定天然記念物。もともとは個人宅の巨木であった[7]）

## 施設
ロードサイドを中心に商業施設が立地する。
- 山崎自治会自主防災倉庫